# Puccinia spegazzinii
Puccinia spegazzinii är en svampart som beskrevs av De Toni 1888. Puccinia spegazzinii ingår i släktet Puccinia och familjen Pucciniaceae.   Inga underarter finns listade i Catalogue of Life.